# Gasteruption erythrostomum
Gasteruption erythrostomum är en stekelart som först beskrevs av Anders Gustav Dahlbom 1831.  Gasteruption erythrostomum ingår i släktet Gasteruption, och familjen bisteklar. Arten är reproducerande i Sverige.